# Pompiliodes flavifascia
Pompiliodes flavifascia är en fjärilsart som beskrevs av Herrich-Schäffer 1854. Pompiliodes flavifascia ingår i släktet Pompiliodes och familjen björnspinnare. Inga underarter finns listade i Catalogue of Life.